# Impasse du Monde retourné
L'impasse du Monde retourné est une impasse faisant partie du quartier administratif de Saint-Laurent à Liège en Belgique.

## Odonymie

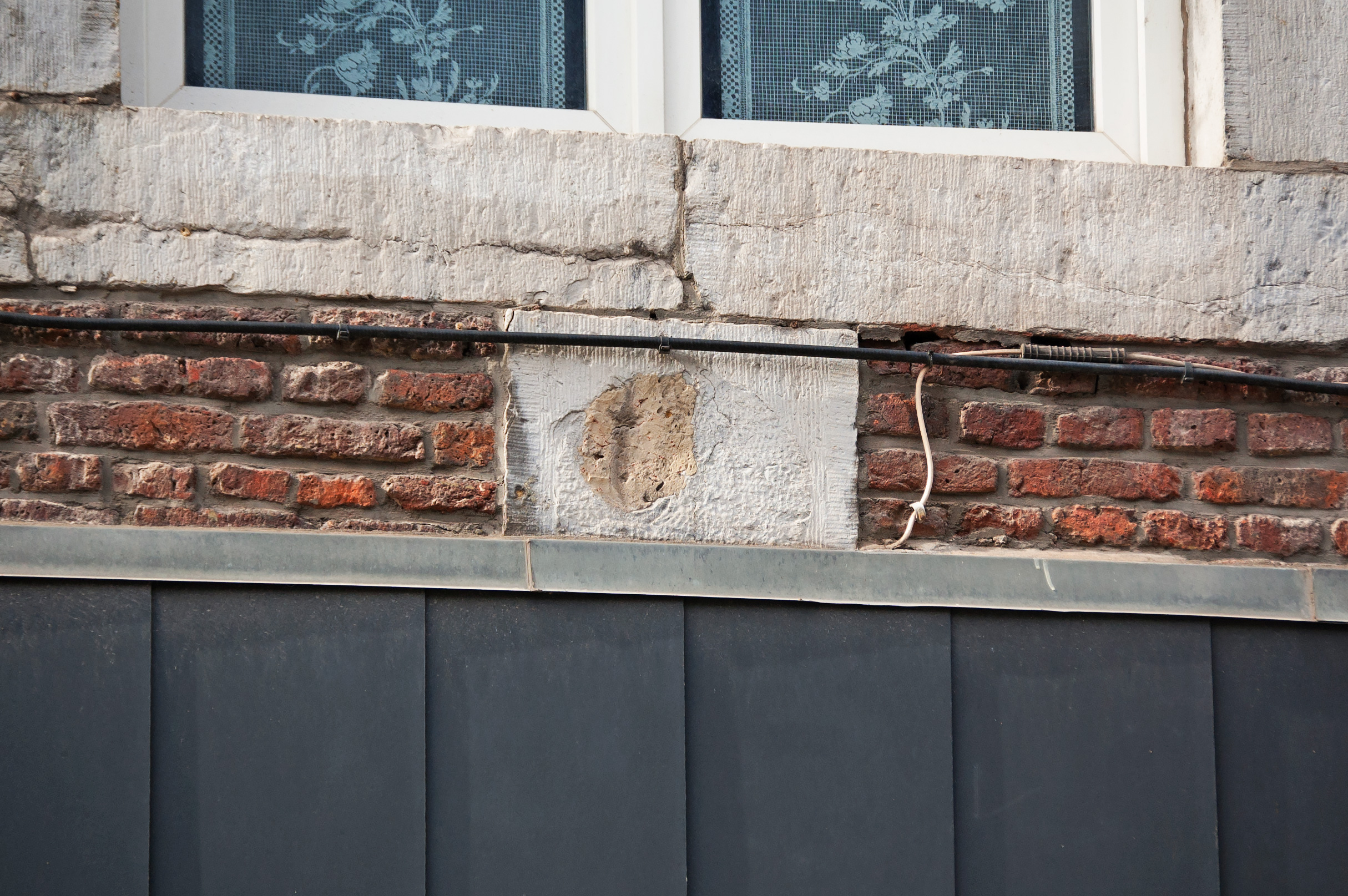
Trace de l'enseigne sur la façade du no 49 en 2021.

L'impasse doit son nom à l'enseigne en pierre sculptée de la maison située au no 49, rue Hocheporte, maison du XVIIIe siècle par laquelle on accède à l'impasse via un arvô (passage voûté). Longtemps considérée comme simplement masquée par les transformations ultérieures du rez-de-chaussée, les transformations postérieures ont révélé qu'elle avait été martelée.

## Description
L'impasse se trouve au pied du bastion du Saint-Esprit, bastion de la seconde enceinte de Liège sur lequel se trouve aujourd'hui la rue des Remparts. L'impasse était autrefois connectée à cette rue, mais cet accès est aujourd'hui condamné.

## Voies adjacentes
- Rue Hocheporte